# Клодзисько
Клодзисько (пол. Kłodzisko) — село в Польщі, у гміні Вронки Шамотульського повіту Великопольського воєводства.
Населення — 367 осіб (2011).
У 1975-1998 роках село належало до Пільського воєводства.

## Демографія
Демографічна структура станом на 31 березня 2011 року:
|          | Загалом | Допрацездатний вік | Працездатний вік | Постпрацездатний вік |
| -------- | ------- | ------------------ | ---------------- | -------------------- |
| Чоловіки | 183     | 41                 | 126              | 16                   |
| Жінки    | 184     | 34                 | 115              | 35                   |
| Разом    | 367     | 75                 | 241              | 51                   |